# آتسوهیکو موری
آتسوهیکو موری (انگلیسی: Atsuhiko Mori؛ زادهٔ ۳۱ مهٔ ۱۹۷۹) بازیکن فوتبال اهل ژاپن است.
از باشگاه‌هایی که در آن بازی کرده‌است می‌توان به باشگاه فوتبال کونسادول ساپورو اشاره کرد.